# Yuri Artsimenev
Yuri Nikoláyevich Artsimenev (en ruso: Юрий Николаевич Арцименев; 23 de febrero de 1937-26 de abril de 2019) fue un diseñador ruso, creador de más de doscientos sellos postales, postales de una faz, y quinientos sobres. Fue el autor de la primera estampilla de la Federación Rusa publicada el 10 de enero de 1992, en homenaje de los XVI Juegos Olímpicos de Albertville.

## Creaciones

Selección de estampillas de la URSS diseñadas por Yuri Artsimenev
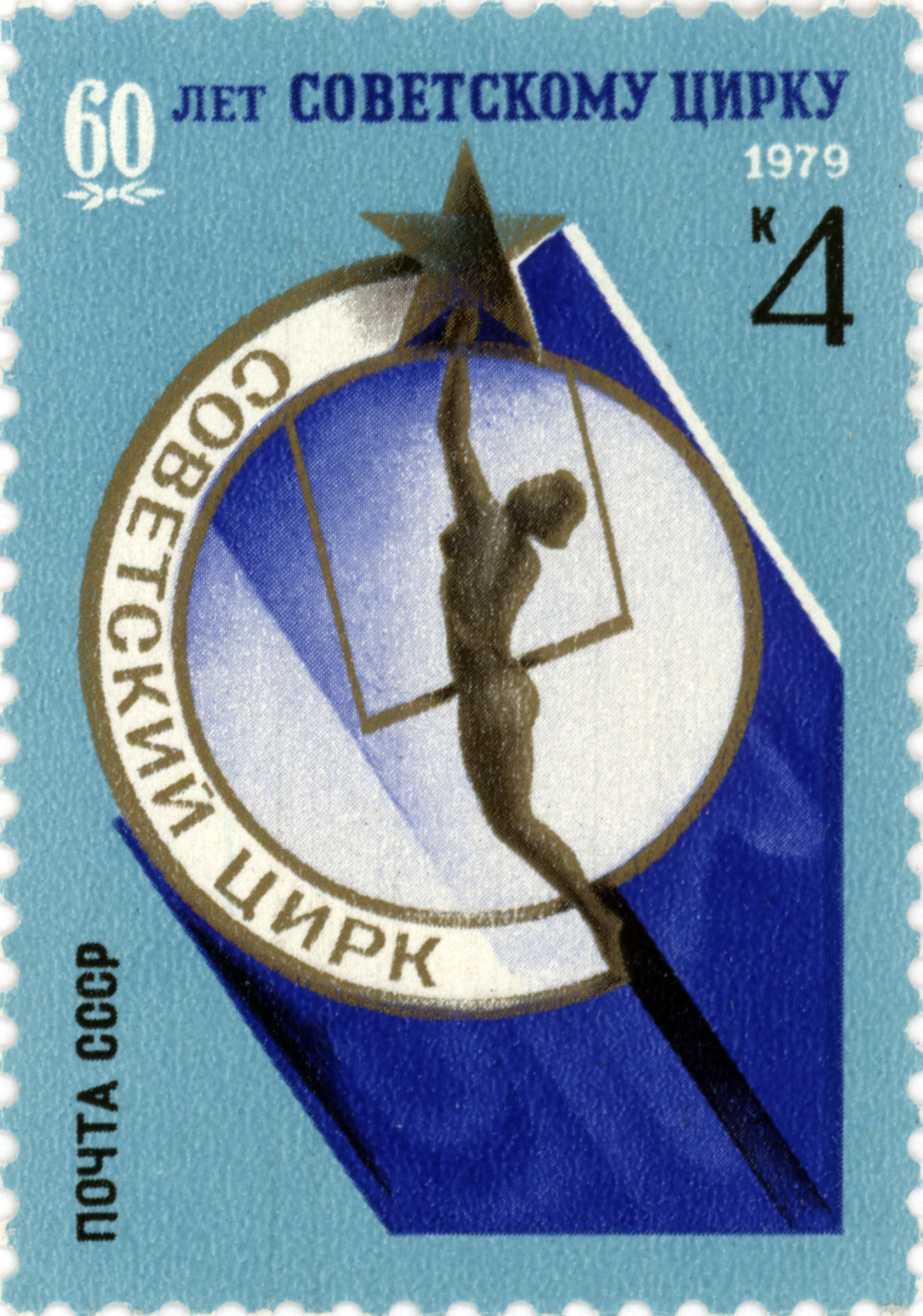
60.º aniversario del circo soviético, 1979
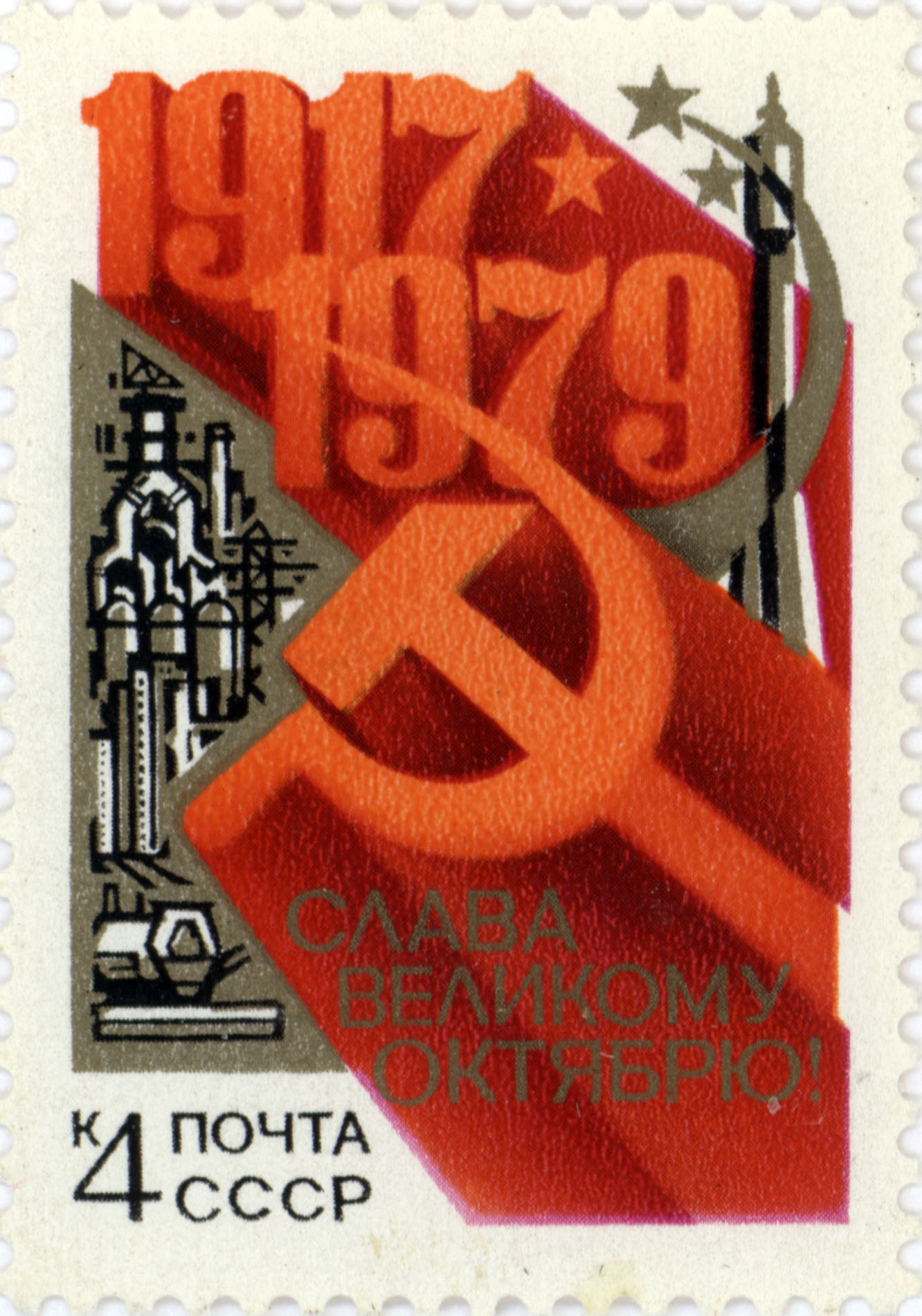
62.º aniversario de la Revolución rusa, 1979
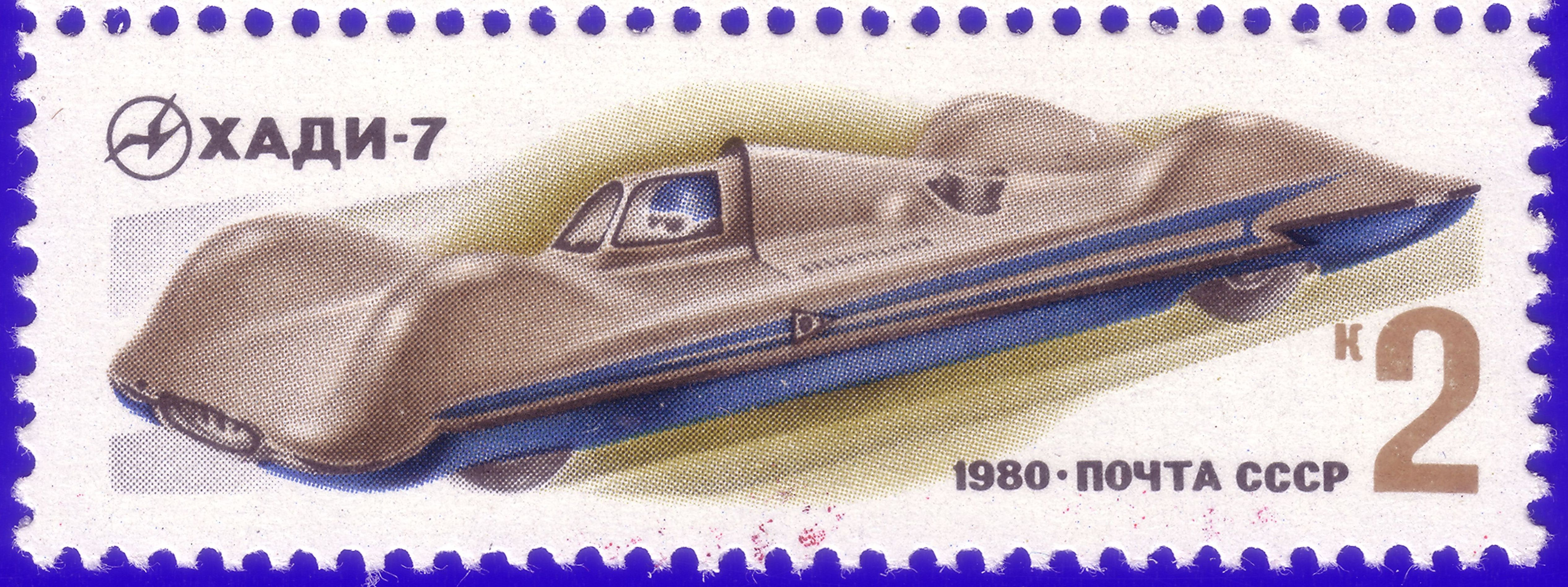
Auto de carreras modelo Jadi 7, 1980
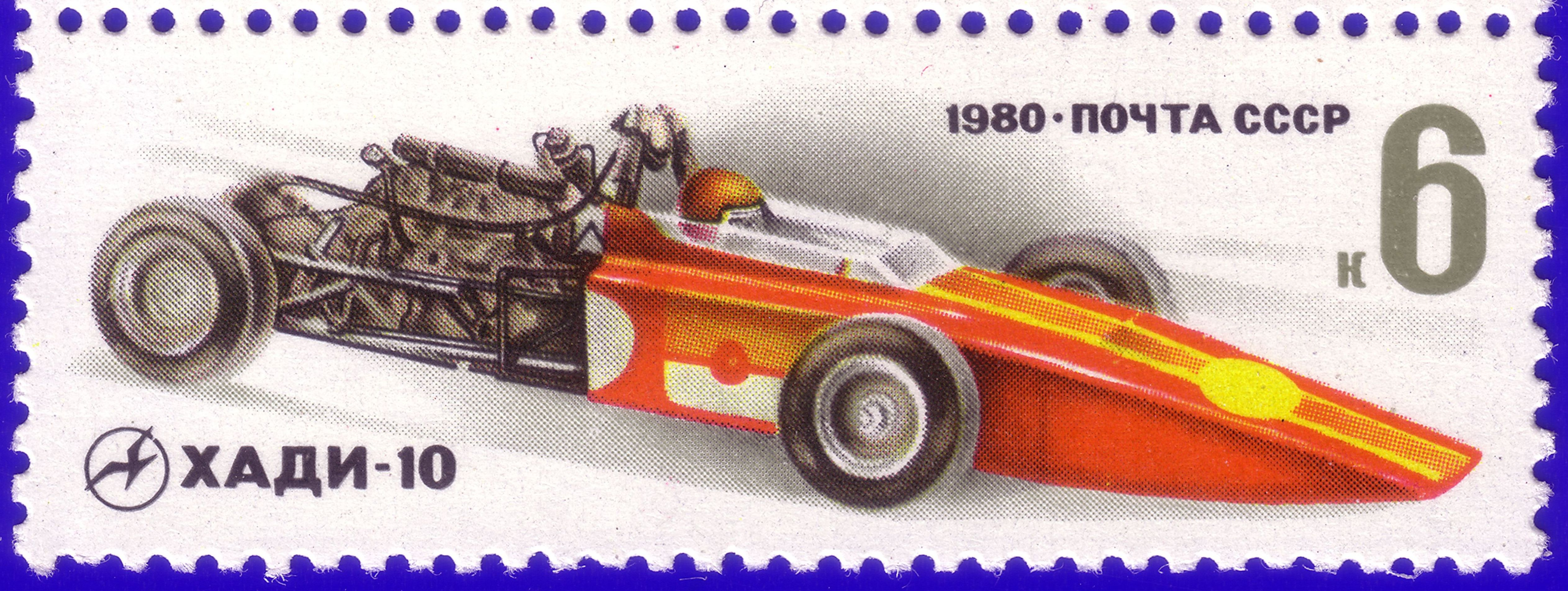
Auto de carreras modelo Jadi 10, 1980
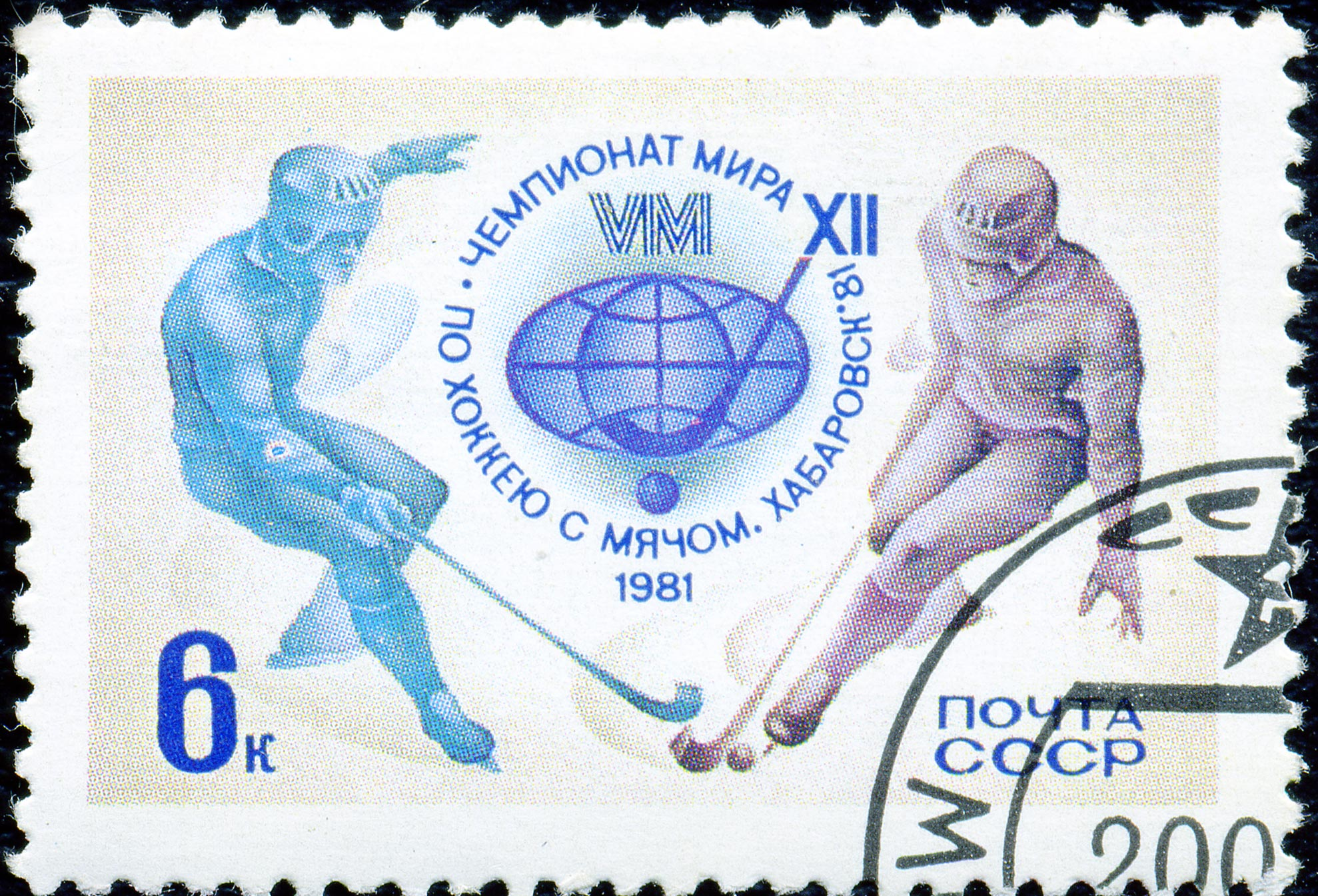
Campeonato mundial de hockey (bandy), 1981
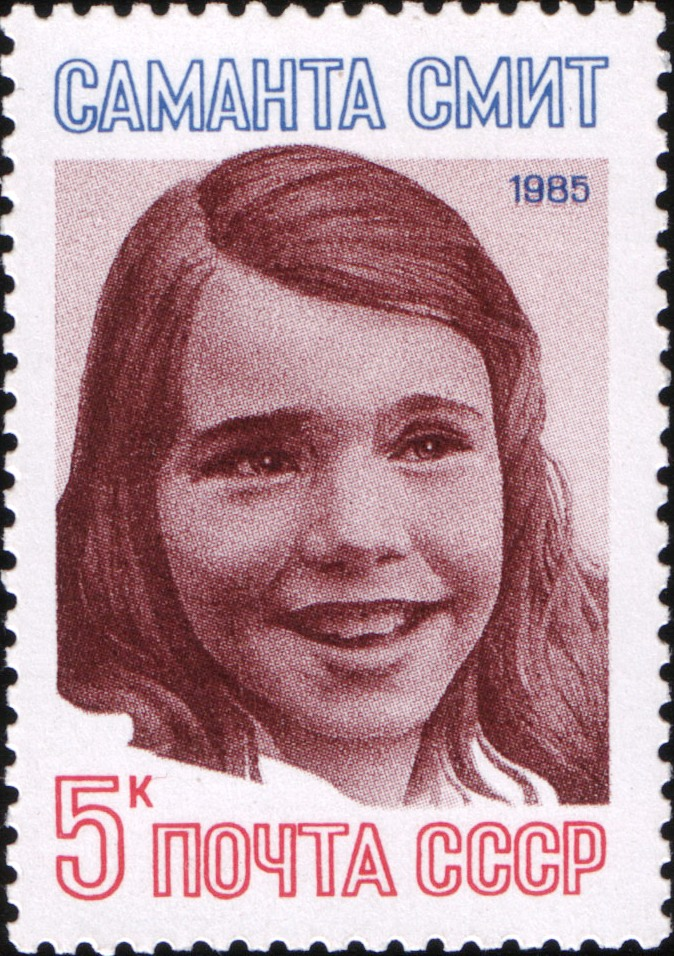
Samantha Smith, 1985
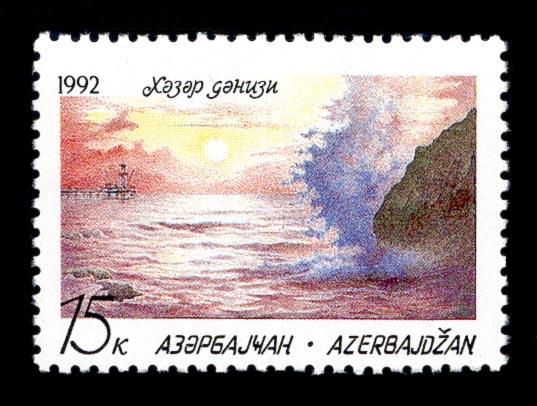
Naturaleza de Azerbaiyán
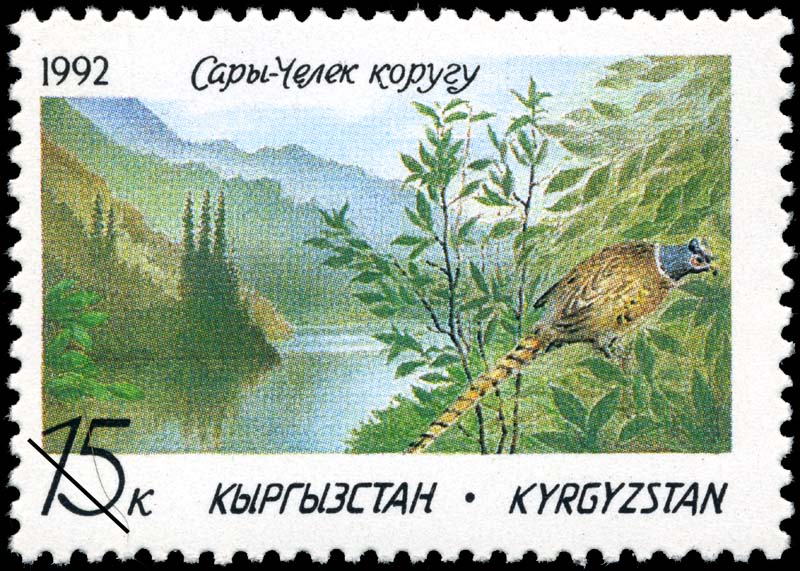
Kirguistán
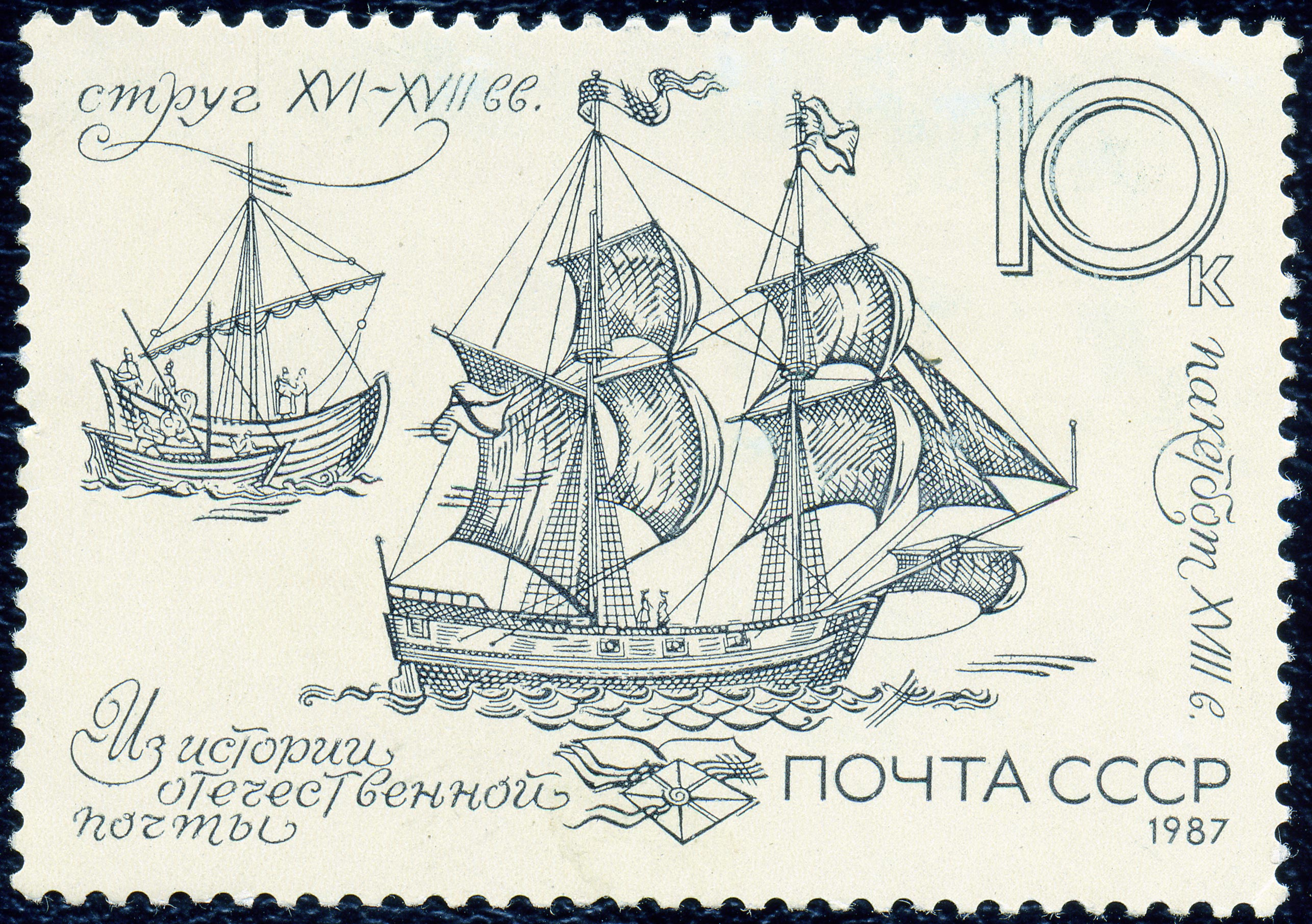
Veleros de pasajeros, carga y correo